# (4810) Русланова
(4810) Русланова (лат. Ruslanova) — типичный астероид главного пояса, открыт 14 апреля 1972 года советским астрономом Людмилой Черных в Крымской астрофизической обсерватории и 26 февраля 1994 года назван в честь советской певицы Лидии Руслановой.

## Обнаружение и именование
(4810) Русланова
Открыт 14 апреля 1972 года в Научном Л. И. Черных.
Назван в память российской эстрадной певицы Лидии Андреевны Руслановой (1900—1973), популярной своими исполнениями этнических народных песен.
Оригинальный текст (англ.)4810 Ruslanova
Discovered 1972-04-14 by Chernykh, L. I. at Nauchnyj.
Named in memory of Lidiya Andreevna Ruslanova (1900—1973), Russian variety singer, popular for her renditions of ethnic folk songs.
Источники: DISCOVERY.DB; M.P.C. 23137.

## Орбита

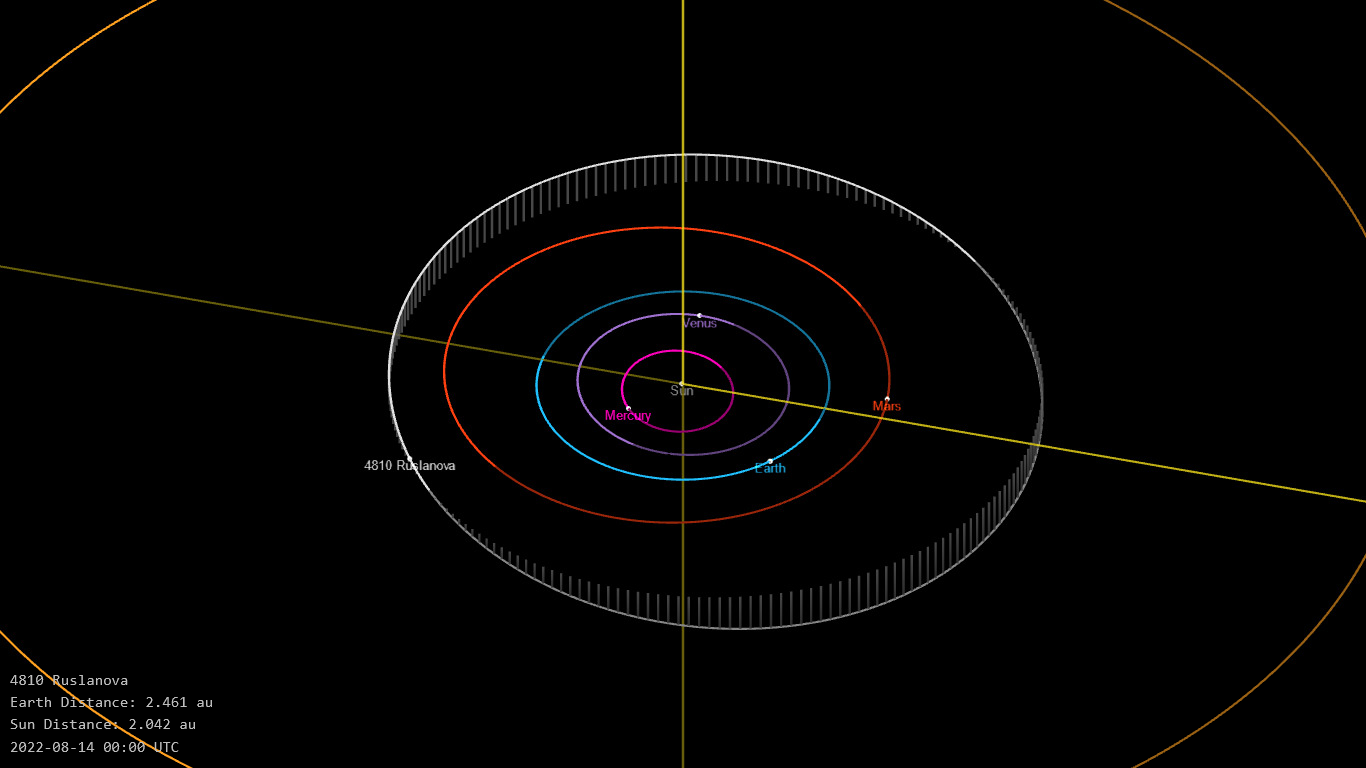
Орбита астероида Русланова и его положение в Солнечной системе

## Физические характеристики
Астероид относится к таксономическому классу S.
По результатам наблюдений в видимом и ближнем инфракрасном диапазоне космического телескопа NEOWISE диаметр астероида оценивался равным 6,346±0,031 км и 6,23±1,08 км. Согласно тем же источникам альбедо оценивается как 0,2566±0,0242, 0,27±0,11 и 0,257±0,024.